# Aci Bonaccorsi
Aci Bonaccorsi (Jaci Bonaccossi en siciliano) es una comuna siciliana de 2.549 habitantes de la provincia de Catania. Su superficie es de 1,7 km². Su densidad es de 1.499 hab/km². Las comunas limítrofes son Aci Sant'Antonio, San Giovanni la Punta, Valverde, y Viagrande.
Existió una ciudad llamada Akis, que participó en las guerras púnicas.
Situado en las estribaciones de la ladera oriental del Etna es un balcón natural sobre el Mar Jónico. La ubicación en la ladera y el horizonte oriental expuesta al mar, hacen que el clima sea templado y agradable.
El nombre de "Aci Bonaccorsi" viene del distrito de Bonaccorsi, junto con "Pauloti", "Leones" y "Battiati", en el siglo XVI dio lugar a la actual ciudad.
El escudo municipal de Aci Bonaccorsi se compone de tres series con el castillo de Aci y es el mismo en otras ciudades de Aci.
Ameno centro agrícola, Aci Bonaccorsi tiene una buena producción de cítricos y uvas. Es notable la producción de quesos que se pueden degustar en Sagra della requesón y quesos típicos de Sicilia.
También es interesante la exposición de plantas y flores que se celebra cada año en abril y mayo.

## Evolución demográfica
| Gráfica de evolución demográfica de Aci Bonaccorsi entre 1861 y 2001 |
|                                                                      |
| Fuente ISTAT - elaboración gráfica de Wikipedia                      |

## Turismo
En cuanto a los monumentos son de especial relevancia la Iglesia Madre, la Iglesia de la Consolación, la Fuente del Castillo, el Palacio Cutore - Recupero, el Santuario de Nuestra Señora regresada (Maria Santissima La Ritornata).

## La Iglesia Madre
Se remonta al 1500 y está dedicada a Santa María dell’indirizzo y se venera San Esteban, el patrono principal de la ciudad, cuyo culto en el país se remonta al siglo XVI y en el cuyo honor cada año los bonaccorseses organizan celebraciones el 3 de agosto y el 26 de diciembre. El interior tiene tres naves y es adornada con decoraciones elegantes. En el interior podemos admirar las obras de alto valor artístico, como la pintura del siglo XVII de la lapidación "de San Esteban, la estatua del siglo XVI de San Esteban y un órgano de tubos hermoso.
En el interior hay varias estatuas de yeso, una muy especial con el niño sosteniendo la canasta de una manera nunca antes vista, también tiene una cara hermosa.
El altar es de mármol y encima hay columnas y muebles de madera. Aunque de escaso valor, hay las tablas de la vía crucis y la estatua de San Juan Bosco.
Al entrar inmediatamente a la derecha hay una pintura que representa el pasaje desde el purgatorio hasta el paraíso.

## La Fuente del Castillo
Creado en 1952, la Fuente se encuentra en lo que hoy es la plaza principal del pueblo.
Su estructura es de piedra de lava y reproduce las imágenes en la parte baja de Aci Castello y rocas de los Cíclopes.
Esta obra evocadora se realizó con la técnica de la escultura en alto relieve, y se atribuye al escultor siciliano S. Contarino.

## El Palacio Cutore
El Palacio Cutore está en frente de la Iglesia principal, tiene una elegante fachada de interés para la utilización conjunta de la lava del Etna y el blanco de Siracusa.

## Santuario de Nuestra Señora La regresada
Gracias al fraile Stefano Bonaccorso se construyó una pequeña iglesia en honor de la Santísima Virgen.
Al final del siglo XVIII, la iglesia fue descuidada por eso fue robada dos veces la pintura de la Virgen que se encontró siempre, sin embargo, por lo que la Virgen María se llama "La regresada. El Santuario es ahora el destino de muchas peregrinaciones.
En la tabla fuera de la iglesia se encuentra la hermosa puerta y la ventana en roca volcánica y el pequeño campanario.
En el interior se puede admirar el ábside románico. Las paredes de este edificio están completamente decorada con frescos del siglo XVIII que representan escenas bíblicas y de santos como San Antonio y Nuestra Señora de la Consolación.

## La Iglesia de Santa Lucía
Fue construida en 1500, por devoción de la familia Bonaccorso. Ha sido restaurada en varias ocasiones. Una lápida indica que esta iglesia reemplazó a la matriz, cuando fue dañada por el terremoto de 1820 y antes en 1693.
La iglesia contiene muchas pinturas, entre ellas una que representa a San Lucía Mártir. El interior alberga un icono de Nuestra Señora del Buen Consejo pintada por Alejandro Vasta.

## Fiestas
La fiesta religiosa más importante es en honor de San Esteban el Mártir, patrono del país, que se celebra cada año el 3 de agosto con la salida espectacular de S. Patrono de la Iglesia Catedral y la solemne procesión por las calles. En la víspera de la fiesta del santo, 2 de agosto, que tuvo lugar en el Festival Nacional de fuegos artificiales, precedido por los partidos tradicionales de la entrada "de las dos partes de la ciudad de Piazza, y Battiati con la ejecución de la histórica cantada en honor del santo.

## Aci Bonaccorsi, el primer virtuoso de la ciudad de Sicilia!
La ciudad de Aci Bonaccorsi es el primer pueblo en Sicilia a unirse a la Asociación de Municipios Virtuosos, además de ser el miembro número 39 de la red.
Recogida selectiva de residuos puerta por puerta, la adopción de los informes sociales, las pruebas del presupuesto participativo, la Carta de los jóvenes, son sólo algunas de las buenas prácticas virtuosas desplegadas por la administración municipal encabezada por el alcalde Dr. Mauro Di Vito, en el cargo desde 2007.
Municipios virtuoso "aterrizajan", entonces en Sicilia, y pone otra bandera en el Sur que es muy a menudo desestimada como el área hacia atrás y deprimidas del país, sin creatividad y quieren participar. El ejemplo de Aci Bonaccorsi, y muchos de nuestros miembros del sur, muestran exactamente lo contrario.